# Tequus chilensis
Tequus chilensis – gatunek błonkówki z rodziny Pergidae.

## Taksonomia
Gatunek ten został opisany w 1980 roku przez Davida Smitha pod nazwą Acordulecera chilensis. Jako miejsce typowe podano okolice rzeki Río Las Minas w chilijskiej prowincji Magallanes. W 1990 roku autor opisu przeniósł ten gatunek do rodzaju Tequus. 

## Zasięg występowania
Ameryka Południowa Notowany w śr. Argentynie (prow. Río Negro) oraz płd. Chile (prow. Magallanes).